# Erannis intermedia
Erannis intermedia là một loài bướm đêm trong họ Geometridae.